# Drepnea neagră
Drepneaua neagră (Apus apus) este o pasăre migratoare, asemănătoare cu rândunica, din familia apodide (Apodidae) răspândită în aproape toată Europa, în nordul Africii și Asia. Iernează în sudul Africii. În Republica Moldova și în România este oaspete de vară care pleacă în cursul decadei a doua a lunii august și revine în ultima decadă a lunii aprilie sau în primele zile ale lunii mai. Migrează noaptea, preferând, de obicei, partea a doua a acesteia, spre ziuă. În România este răspândită cu precădere în jumătatea estică a țării, în stâncării și localități și are un efectiv estimat la 15.000-60.000 de perechi cuibăritoare. Populația cuibăritoare din Republica Moldova este estimată la 800-1.200 de perechi. 
Este o  pasăre de talie mică, cu lungimea corpului de 16–18 cm și o greutate de 31–52 g. Durata medie de viață în sălbăticie este de 9 ani. Longevitatea maximă înregistrată după datele de inelare este de 21 ani. Are capul relativ mare, ciocul foarte scurt, gâtul scurt, corpul fusiform, aerodinamic, coada scurtă, bifurcată. Picioarele sunt scurte și slab dezvoltate, cu toate cele 4 degete orientate înainte (degete pamprodactile) și dotate cu gheare ascuțite, servind doar la agățat pe suprafețele verticale aspre. Aripile sunt lungi, cu primele remige foarte lungi și înguste în formă de seceră. Datorită penajului compact, aripilor foarte lungi, ascuțite și puternice, are un zbor extrem de rapid și manevrabil. 
Este una dintre cele mai iuți zburătoare dintre păsările lumii, alături de drepneaua mare, capabilă să dezvolte o viteză de peste 200 km pe oră. Cea mai mare parte a vieții o petrece în aer, fiind perfect adaptată la viața aeriană, în zbor își prinde nu numai hrana, dar și se împerechează, bea, sau chiar se odihnește și doarme, plutind într-un zbor relaxat, efectuat la înălțimi mari. Intră în cuib din zbor; în caz de necesitate  se agață cu dibăcie de intrarea în cuib, de aici își ia zborul lansându-se în cădere liberă de la înălțime. Practic nu se așază niciodată pe sol, deoarece cu greu se ridică în zbor de pe pământ sau din vegetația înaltă, fiindcă are picioarele scurte și slab dezvoltate, care nu sunt în stare să respingă cu putere corpul păsării de la sol în timpul decolării. Puii căzuți pe pământ nu sunt capabili să-și ia zborul de pe sol. 
În vremea nefavorabilă, când nu are posibilitate să se hrănească lângă locul cuibului, zboară în masă spre locuri mai favorabile, la o distanță de 40-80 km de la cuib, interval în care puii din cuib intră într-o stare de semitoropeală, cauzată de scăderea temperaturii corpului până la 20°C. 
Penajul este brun-negricios în întregime, dar mai deschis, alb-murdar, pe bărbie. Sexele sunt asemănătoare și nu se pot diferenția după penaj. 
Preferă pentru cuibărit crăpăturile mari din faleze, râpele argiloase, pereții stâncoși, pereții crăpați de la clădirile înalte; de regulă, cuibăresc în turnuri de biserici sau ocupă cuiburile părăsite ale lăstunilor de casă (Delichon urbicum), sub streșinile bisericilor înalte. Ocupă și scorburi vechi de ciocănitori, galeriile lăstunilor de mal (Riparia riparia) și cuiburile artificiale, chiar și cele pregătite pentru grauri. S-a adaptat foarte bine mediului antropic, cuibărind în colonii sub streașina clădirilor mai înalte din orașe sau sub țiglele acoperișurilor. Cuibul de forma unei mici cupe, puțin scobite, este construit din fire de iarbă, frunze, pene, lână, pe care le adună din aer. Materialul pentru cuib este lipit cu saliva proprie și așezat apoi ca așternut. 
Atinge maturitatea sexuală la patru ani. Este o specie monogamă, la care perechea se păstrează pentru toată viața, manifestând totodată și o fidelitate mare pentru locurile de cuibărit. Jocul nupțial al acestor păsări este o desfătare, efectuat în zboruri acrobatice în spirale, picaje, razmuturi, tonouri, uneori chiar vrii, toate parcurgându-le cu viteze foarte mari; uneori acestea pot depăși 180 km pe oră. Împerecherea are loc în zbor.  Femela depune, din mai până în primele zile ale lunii iunie, o singură pontă formată din 2-3 ouă netede, albe, mate, de formă eliptică. Clocitul este asigurat pe rând, de către ambii părinți, timp de 18-23 de zile, rareori 27 zile, când condițiile climatice sunt nefavorabile. Puii sunt golași la eclozare, ei rămân în cuib 37-42 de zile în funcție de hrana adusă de către părinți, care constă aproape exclusiv din insecte.  Are o capacitate uimitoare de vânătoare, în perioada de îngrijire a puilor, prinzând până la 20 de mii de insecte pe zi. Este o pasăre folositoare deoarece distruge un număr mare de diverse insecte dăunătoare zburătoare. 
Sunt recunoscute 2 subspecii,  apus și pekinensis. În România și Republica Moldova cuibărește subspecia nominată Apus apus apus.